# Teluk Pulai Dalam
Teluk Pulai Dalam is een bestuurslaag in het regentschap Labuhan Batu Utara van de provincie Noord-Sumatra, Indonesië. Teluk Pulai Dalam telt 4417 inwoners (volkstelling 2010).